# Via Torta
Via Torta è una strada del centro storico di Firenze, che va da piazza Santa Croce (angolo via Giuseppe Verdi) a via dell'Anguillara (angolo via de' Bentaccordi), incontrando lungo il tracciato via delle Burella e via dell'Isola delle Stinche. La via ha un andamento curvilineo (da cui il nome), che segue il profilo dell'antico anfiteatro romano di Firenze, assieme a via de' Bentaccordi e a un lato della piazza dei Peruzzi.

## Storia
L'attuale denominazione è attestata dal Seicento, così come quella di via Torcicoda, che l'ha preceduta e in parte affiancata, talvolta a indicare l'intero tratto, talvolta la sua porzione finale, da via delle Burella a via dell'Anguillara, così come documenta la pianta di Firenze delineata da Ferdinando Ruggieri nel 1731. Ancor prima è attestata la denominazione di via dei Vagellai, "cioè dei tintori che usavano la caldaia, detta in latino vascellum" (Bargellini-Guarnieri), nome poi dato a un'altra strada in zona. 
Il particolare disegno del tracciato, oggi giudicato 'pittoresco' ma che nella prima metà del XIX secolo era considerato per la sua irregolarità un elemento di disturbo sia per la viabilità sia per quella regolarità e simmetria a cui la forma urbana doveva tendere secondo l'accademismo ottocentesco, fu oggetto di un progetto di rettificazione redatto da Luigi Del Sarto attorno al 1865, in occasione dell'individuazione di Firenze come Capitale del nuovo Stato italiano (1865-1871, si vedano i progetti conservati presso l'Archivio storico del Comune di Firenze), poi non attuato.

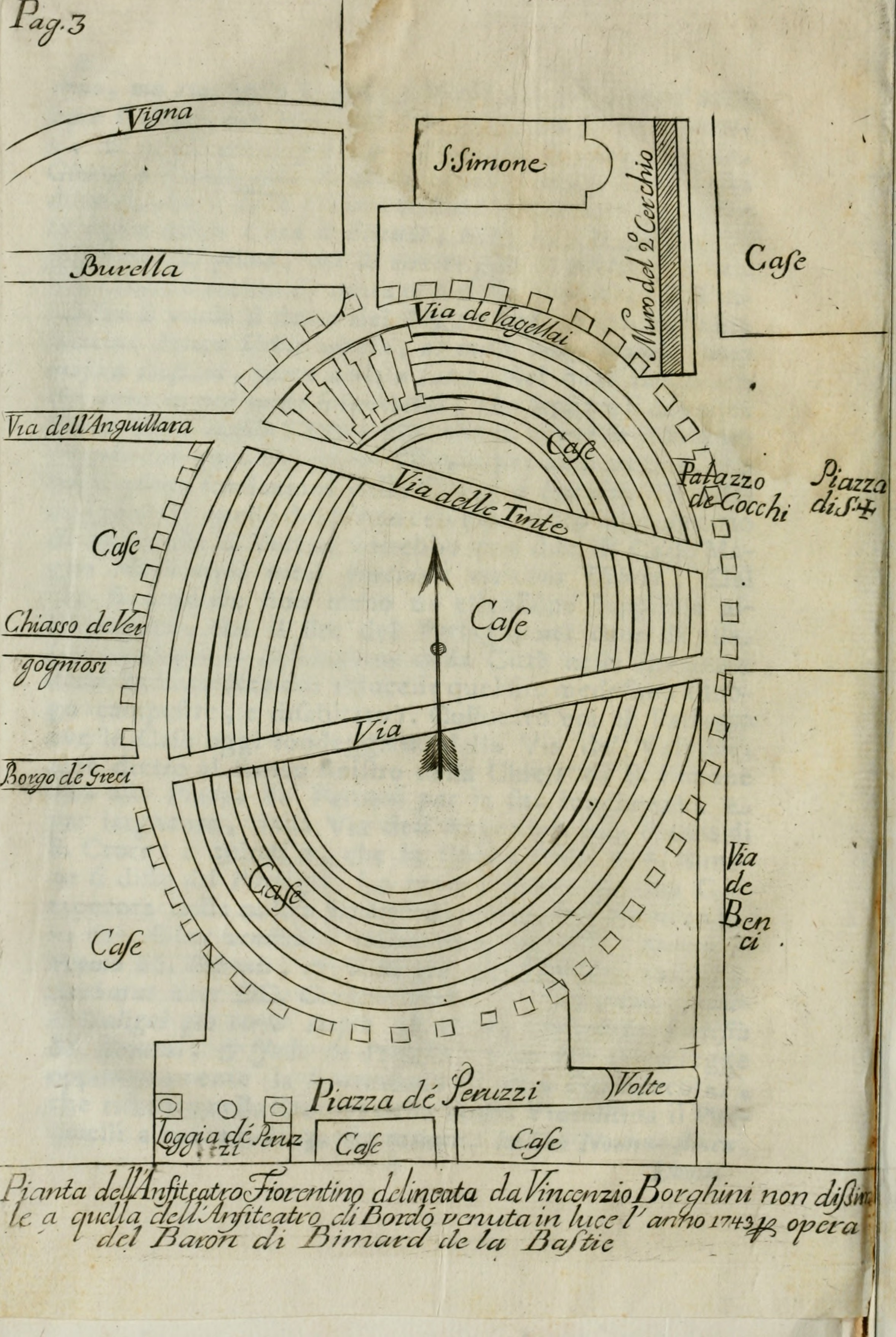
L'anfiteatro romano
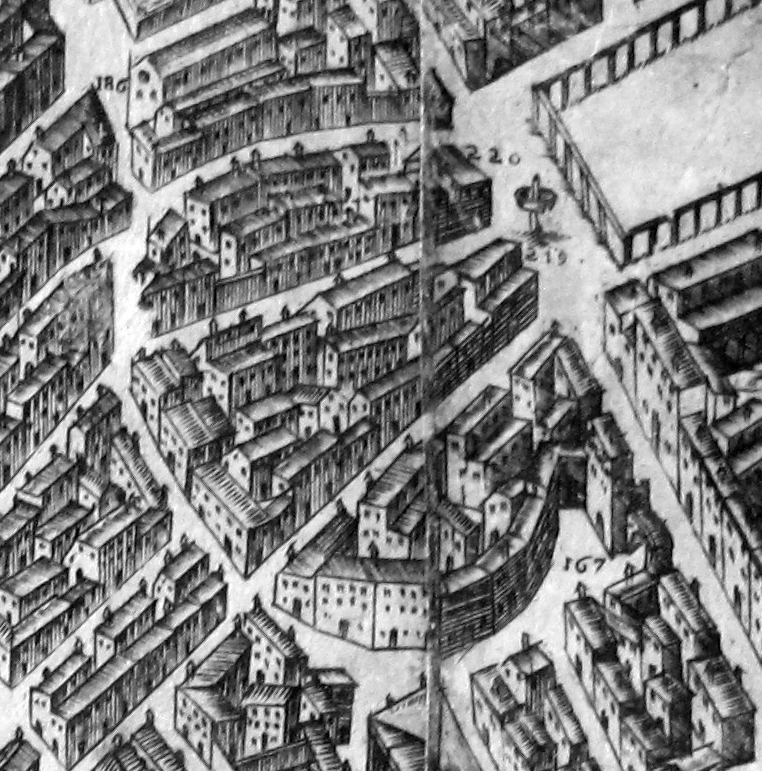
Le vie dell'anfiteatro, nella pianta del Buonsignori, 1594

## Descrizione
La strada, essendo assolutamente secondaria ai fini della viabilità cittadina, ha carattere appartato, con relativo passaggio anche pedonale. La carreggiata è pavimentata a lastrico.

### Edifici
| Immagine | N°   | Nome                                | Descrizione |
| -------- | ---- | ----------------------------------- | --- |
|          | s.n. | Palazzo Cocchi-Serristori           | Costruito sui resti dell'anfiteatro a partire da un gruppo di case dei Peruzzi, fu ristrutturato da Giuliano da Sangallo nel 1463 su commissione della famiglia Cocchi, vicina a Lorenzo il Magnifico. Subì vari passaggi di proprietè e oggi è sede del Quartiere 1 di Firenze. Su via Torta si trova uno stemma abraso. |
|          | s.n. | Palazzo Bartolini Salimbeni-Lenzoni | Il grande palazzo col fronte principale su via Giuseppe Verdi fu costruito nel Seicento da Raffaello del Bianco nel luogo dove insisteva un edificio con loggia della famiglia Risaliti. Era uno dei possedimenti della famiglia Bartolini Salimbeni. Rimaneggiato nell'Ottocento da Giuseppe Martelli, fu successivamente dei Dei e quindi di Carlotta de' Medici che, sposandosi con Francesco Lenzoni, portò a quest'ultimo in dote la proprietà. Danneggiato dall'alluvione del 4 novembre 1966 è stato successivamente restaurato tra il 1968 e il 1969. Il palazzo è un notevole esempio del recupero, proprio degli inizi del Seicento, del linguaggio architettonico rinascimentale, dopo la fase di sperimentazione manierista. Si vedano, ad esempio, le pilastrate angolari e, in parte, il portone, come pure la grandiosa gronda alla fiorentina. |
|          | 3    | Casa                                | La stretta facciata (cinque piani per due assi, con la porta di accesso di dimensioni particolarmente contenute) lascia presumere la preesistenza di una antica casa a schiera se non proprio di una più antica torre. Attualmente l'edificio si presenta con caratteri tardo quattrocenteschi, il piano terreno con intonaco lavorato a finta pietra. |
|          | 12   | Oratorio di San Martino degli Osti  | Fu la sede della Compagnia di San Martino degli Osti, confraternita che coordinava la vista spirituale e assistenziale dei tavernieri fiorentini, soppressa come molte altre nel 1785 da Pietro Leopoldo. L'oratorio, con accesso anche dalla chiesa di San Simone, fu poi usata come ricreatorio parrocchiale e, per un certo numero di anni, come cinema. |
|          | 7    | Casa delle monache di San Donato    | Si tratta di una casa con il fronte a seguire l'andamento delle mura dell'antico anfiteatro romano, con il fronte di disegno oltremodo semplice, attualmente organizzato per quattro assi su cinque piani e con il portone posto decentrato a destra. Si sistingue per la presenza, al limitare destro, di un pietrino con un pastorale oltre il cui fusto è la lettera D maiuscola. Si tratta quindi del contrassegno di proprietà di un ente religioso da identificare con il monastero di San Donato in Polverosa. Un pietrino di identica forma è rilevabile su una casa in via de' Serragli 98. |
|          | 9    | Palazzo Benvenuti da Rondine        | Il grande edificio si stende lungo il profilo dell'anfiteatro lungo, creando uno sprone appuntito in corrispondenza di via dell'Anguillara, dove si trova uno scudo con l'arme della famiglia Benvenuti del gonfalone Bue di Santa Croce, appeso con nastri svolazzanti ad una mensola a foglie d'acanto. Fu della famiglia dei Benvenuti, detti da Rondine perché venuti a Firenze dal castello di questo nome, posto in territorio aretino. Pervenne poi ai Pandolfini, di quel ramo che per ragioni d'eredità assunse il cognome di Covoni. Su via Torta si trova anche un pietrino col trigramma di san Bernardino delle monache delle Poverine, che in certo periodo dovettero possedere il fondo commerciale. |
|          | 18r  | Casa Ricasoli                       | L'edificio determina la cantonata con via dell'Isola delle Stinche 2, dove si trova uno scudo dei Sacconi del Drago (d'azzurro, a tre papaveri impugnati d'oro), sopra alcune bozze che ricordano l'antica fondazione e una finestrella per il vino. |
|          | 14   | Palazzo Gondi de Prat               | Il grande edificio, che costeggia via dell'Anguillara e ha un fronte secondario anche su via delle Burella, è evidentemente frutto di accorpamenti di varie case, e di numerosi rimaneggiamenti, benché l'attuale carattere possa dirsi seicentesco. La piacevole loggetta neoclassica che si sporge come una prua tra via Torta e via delle Burella è frutto invece di un intervento dovuto all'architetto Giuseppe Martelli, databile al 1840 circa. Attualmente l'edificio, acquistato nel 1991 dall'Ente Nazionale Previdenza e Assistenza ai Dipendenti Statali (ENPAS), divenuto poi sede della direzione regionale dell'Istituto Nazionale di Previdenza per i Dipendenti della Amministrazione Pubblica (INPDAP), è nelle disponibilità dell'Istituto Nazionale della Previdenza Sociale (INPS).                                                       |

### Tabernacoli
Sulla cantonata della casa Ricasoli si trova una nicchia rettangolare con sportello, contenente una Madonna col Bambino in stucco, copia forse seicentesca di un rilievo di Luca della Robbia.

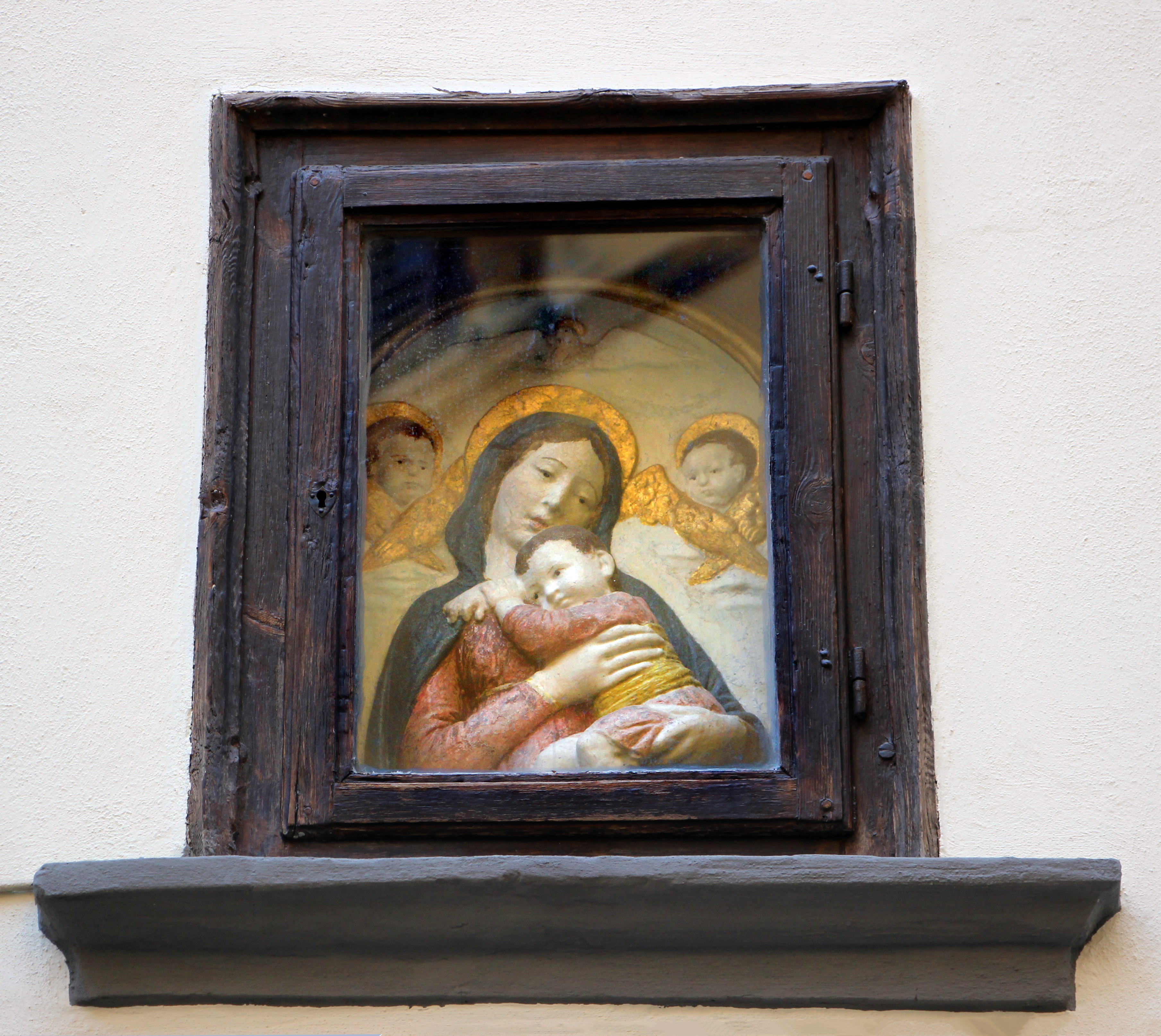
Tabernacolo sulla casa Ricasoli